# HOPE/HOSBO
HOPE (нем. HOchleistungs-PEnetrator) и HOSBO (нем. HOchleistungs-Spreng-BOmbe) — семейство высокоманевренных планирующих бомб (вероятно - с дополнительным двигателем) средней дальности, для поражения наземных, надводных и подземных целей (включая малозаметный и маневренные, такие как джип или скоростной катер). Над проектом работает компания Diehl BGT Defence GmbH & Ko KG. Разрабатывается боеголовка глубокого проникновения для поражения хорошо защищённых целей. Система навигации — автономная инерциальная с коррекцией по данным GPS. Наведение с помощью установленной телекамеры.
Предназначена для вооружения истребителей Tornado и Eurofighter. По мнению разработчика большая дальность позволяет не-стелс истребителям сравниться по возможностям "асимметричного ответа" с новейшими F-18/22/35.
- Длина: HOPE: - 5 м; HOSBO: 3,5 м
- Масса: HOPE: 1,400 кг; HOSBO: 907 kg (2,000 lb)
- Дальность: 160 км
- Диаметр: ~ 0,4 м